# Emeryopone loebli
Emeryopone loebli är en myrart som först beskrevs av Baroni Urbani 1975.  Emeryopone loebli ingår i släktet Emeryopone och familjen myror. Inga underarter finns listade i Catalogue of Life.